# Tabernaemontana lagenaria
Tabernaemontana lagenaria é uma espécie de planta do gênero Tabernaemontana.  

## Taxonomia
A espécie foi descrita em 1994 por Anthonius Josephus Maria Leeuwenberg. 